# 盖斯

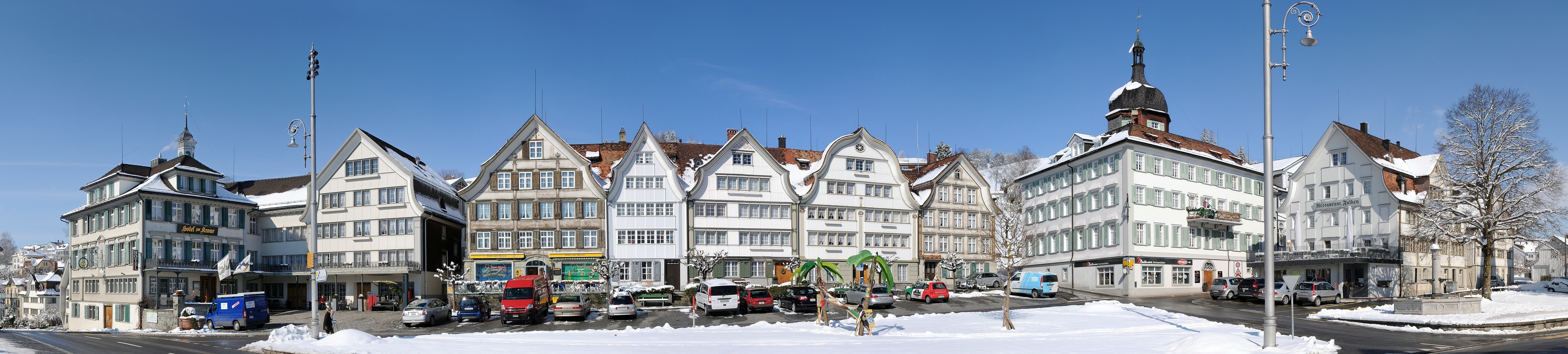
盖斯

盖斯（Gais）是瑞士外阿彭策尔州的一个市镇，面积21.2平方公里。1977年，由于对建筑遗产的发展和保护，盖斯获得沃克奖（Wakkerpreis）。 广场、1782年建造的新教教堂、1796年的温泉旅馆Neuer Ochsen、1781年的Krone酒店被列入瑞士国家文物古迹。

## 历史
最早关于盖斯的记载在1272年圣加仑修道院的一个表单中。虽然处于圣加仑管辖，盖斯是一个半独立的村庄，拥有自己的执行官和法官。到14世纪，盖斯已经是一个独立的市镇。

## 地理
盖斯面积21.2平方公里，其中49.1%为农业用地，44.3%为森林，6.2%为建筑或道路，剩余0.4%为河流冰川等。
2008年，盖斯人口为2,987人。